# Seznam nosilcev srebrne medalje Slovenske vojske
Seznam nosilcev srebrne medalje Slovenske vojske.

## Seznam
(datum podelitve - ime)
- 16. maj 1993 - Bogdan Avbar - Stanislav Balkovec - Dušan Bertoncelj - Drago Bitenc - Franc Dominko - Vid Drašček - Vladimir Gaber - Alan Geder - Gorazd Jurkovič - Janez Kersnič - Aleš Kulovec - Stojan Ledinek - Jože Majcenovič - Vasilije Maraš - Friderik Markovčič - Drago Mate - Franc Medle - Vojteh Mihevc - Mitja Miklavec - Peter Močan - Liljana Mrkajič - Jože Murko - Jasna Ravnikar - Mirko Ravter - Edmond Šarani - Roman Šiško - Ladislav Troha - Toni Turk - Borut Usenik - Gorazd Vidrih - Goran Vidrih - Fedja Vraničar

- 1. junij 1993 - Vojteh Mihevc

- 9. december 1996 - Andre Claeys

- 30. december 1996 - Alojz Ferlinc - Janez Jožef Rauter

- 27. oktober 1997 - Vojko Adamič - Slavko Celarc - Boris Gorjup - Božidar Horaček - Srečko Kabra - Branko Keber - Anton Kolar - Bojan Anton Muc - Ivan Rakuša - Nika Romšek - Karin Samec - Stanislav Sevljak - Josip Volf - Evgen Volk

- 10. november 1997 - Ciril Andoljšek - Benedikt Kopmajer - Vojko Kos - Bojan Kuntarič - Bojan Pograjc - Anton Preskar - Rudi Vrabič - Franjo Žagar

- 11. maj 1998 - Roman Anžič - Alojz Anžin - Janez Dolinar - Tomislav Graonja - Robert Jerbič - Roman Kervina - Zdenko Likan - Peter Marendič - Jože Prosen - Zoran Ravbar - Miran Rožanec - Danijel Sokač - Friderik Škamlec - Dušan Škorjanc - Ivan Trafela

- 17. junij 1998 - Heinrich Buch

- 1. september 1998 - Tomaž Kladnik

- 20. avgust 1998 - Hans-Peter Heckner

- 19. oktober 1998 - Alojz Bačič - Ivan Božič - Franc Cesar - Alenka Ermenc - Igor Iskrač - Marjan Jakoš - Janez Kenk - Franci Kaflič - Branislav Kocijan - Marijan Meršak - Peter Mlakar - Branko Petkovšek - Mirko Podjaveršek - Vilibald Polšak - Ivan Purnat - Viljem Šeruga - Robert Šipec - Alojz Šteiner - Igor Štemberger - Tatjana Trinko - Rudi Zalar - Ludvik Zaletel

- 4. november 1998 - Marija Ribič - Uroš Krek

- 20. november 1998 - Asim Alidžanović - Andrej Bauman - Marijan Česnik - Iva Jovanić - Radovan Lukman - Ivan Peternel - Miroslav Preston - Miroslav Puppis - Simona Sihur

- 19. februar 1999 - Samo Zanoškar

- 7. april 1999 - Zvonko Knaflič - Rajko Najzer

- 12. maj 1999 - Albert Črnologar - Einfalt - Zoran Justin - Stanislav Kranjc - Mirko Ognjenović - Jože Palfi - Rado Senčur - Alojzij Šparovec - Zdravstvena služba MORS

- 28. maj 1999 - Ronald Glenn Crowder

- 28. junij 1999 - Drago Plešivčnik - Radovan Starc

- 15. september 1999 - Mihael Alič - Matej Svetec

- 2. marec 2000 - Rafael Marin Nun

- 11. maj 2000 - Stanislav Andrejaš - Štefan Barbarič - Viktor Brglez - Nataša Cankar - Andrej Cestnik - Slavko Dekleva - Slavko Delalut - Marjanca Dobravec - Franc Dovgan - Vojko Zmago Gorup - Boris Guid - Stojan Kastelic - Robert Klančar - Anton Klopčič - Boris Knific - Danilo Korče - Slavko Korče - Robert Kordiš - Jernej Dragotin Kožar - Cvetko Kravanja - Rado Križ - Dubravka Krneta - Viktor laznik - Andrej Lesar - Bojan Lešnik - Luka Levičnik - Igor Logar - Bogdan Mali - Rudolf Matešič - Valter mavrič - Stanko Meglič - Jožef Miholič - Stanko Miholič - Blaž Mišetić - Aleksander Murko - Tatjana Pečnik - Branko Petan - Nada Podbršček - Jožef Poje - Bojan Porok - Jadran Primc - Jože Pristovšek - Tomaž Savšek - Stojan Sedmak - Lojze Sevšek - Lea Sinčič - Miloš Starič - Drago Starina - Matjaž Šoba - Franc Šuštar - Stojan Todorovski - Zdenka Veselič - Bogoljub Vidmar - Franc Vidonja (posmrtno) - Slavko Vozel - Franko Zadnik - Igor Zalokar - Matjaž Žirovnik - Ivan Žnidar

- 12. maj 2000 - Stuart C. Pike - Debirah L. Hanagan

- 11. julij 2000 - Arno Manner

- 24. oktober 2000 - Emil Bovhan - Drago Božac - Drago Dobrovc - Joško Hercog - Jožef Jurša - Janko Koprivec - Anton Kosi - Mirko Košir - Ksenija Križaj - Janez Lavtar - Mirko Malavašič - Alojzij Matičič - Sašo Može - Željko Muhič - Andreja Novak - Robert Podrižnik - Janko Rozman - Benjamin Sevšek - Janko Svenšek - Jani Tekavčič - Miroslav Verčkovnik - Viktorija Virag - Martin Vrviščar - Marko Zupančič

- 29. november 2000 - Bojan Hočevar - Franci Oražem - Boštjan Otoničar - Marko Poje - Matej Praznik - Robert Suhadolnik - Aleš Žibert

- 11. april 2001 - Charles V. Guy

- 14. maj 2001 - Mitjan Abram - Ivan Albreht - Vincenc Arko - Bor Balderman - Tatjana Balorda - Bojan Benedik - Zvone Benko - Jurij Bertok - Mićo Brkić - Tomislav Burazin - Marko Cesar - Aljoša Čefarin - Marino Česen - Miroslav Debelak - Srečko Dobravec - Bojan Dorič - Ljubomir Dražnik - Tomislav Drolc - Drago Dular - Matjaž Erjavec - Miran Fabijanič - Miran Fišer - Robert Flander - Igor Franko - Martin Gerlič - Radislav Golubović - Antiša Grgantov - Srečko Habjanič - Slavko Harc - Dušan Jan - Sašo Jankovič - Konrad Javornik - Nives Javornik - Fran Jurjavčič - Marjan Kelenc - Branko Kobetič - Peter Kogovšek - Marjan Kolenc - Tomislav Komac - Zdenko Korošec - Rudi Košmrlj - Srečko Krajnc - Jože Kržič - Milan Lapajne - Herbert Lešnik - Vladimir Ličen - Anton Lipoglavšek - Boris Lutman - Bojan Martinšek - Ladislav Matelič - Bogdan Mevlja - Martin Miklavec - Franci Mogolič - Miloš Moretti - Darko Mušič - Ludvik Ožvald - Ladislav Paušič - Milan Pavlič - Mojca Pešec - Renato Petrič - Boris Pogačar - Franc Pojbič - Ljubo Poles - Marjan Povšič - Stanislav Praprotnik - Simon Presekar - Toni Rakuš - Robert Rimahazi - Robert Romih - Franc Rudolf - Romana Rupar - Zlatko Sardinšek - Jurij Schmit - Xhavit Shaqiri - Šandor Sirak - Igor Skerbiš - Bojan Starc - Maja Stojnič - Igor Strojin - Boštjan Sušnik - Stanislav Šantelj - Vladimir Šaponja - Beno Škerlj - Robert Škrjanec - Vinko Šorn - Marko Štrukelj - Dušan Toš - Albin Troha - Anton Turk - Zlatko Vehovar - Ljubo Vošnjak - Janez Vrzel - Elvis Vukelić - Primož Zgonc - Anton Zigmund - Bogomir Žerjav - Branko Žiher

- 15. oktober 2001 - Dušan Dolenc - Andrej Kvartuh - Enes Pašalić - Srečko Ržen

- 24. oktober 2001 - Vladislav Amič - Albin Antlej - Milan Balažič - Iztok Čebokli - Robert Černivec - Jože Čibej - Franc Debevec - David Humar - Sandi Kamberi - Franc Kemperle - Majda Kersnič - Slavko Kokot - Milan Križič - Branko Lavtar - Tomaž Lavtižar - Peter Likar - Lovro Novinšek - Ivan Paušič - Bogomir Povše - Marija Soklič - Vojko Štih - Alen Tkavc - Nažo Trajkovski - Iztok Velikonja - Ivan Zore - Dušan Žerjav - Mateja Žitnik - Jožef Žunkovič

- 7. december 2001 - Manfred Tietje

- 29. marec 2002 - Robert K. Balster - Roman Cenčič - Jure Velepec

- 8. maj 2002 - Peter Adamič - Zoran Barjaktarević - Milivoj Mitja Bobič - Valter Boštjančič - Mirela Božič - Bojan Brecelj - Matjaž Goričar - Stanislav Jakše - Rudolf Kavzer - Robert Klinar - Franc Kodrič - Bojan Kovačič - Bojan Lunežnik - Drago Magdič - Marijana Mavsar - Boštjan Mihelčič - Boris Mikuš - Hilda Milas - Danijel Pavlič - Julij Pečan - Marija Pirman - Franc Plestenjak - Larisa Pograjc - Jani Šalamon - Nežka Šolar - Rosanda Tkalčič - Rudolf Velnar - Franc Zagorc - Milan Žurman

- 3. junij 2002 - Alfred Terrence Pinnell

- 15. maj 2006 - Bojan Mikuš